# Bielice (powiat Pyrzycki)
Bielice (Duits: Beelitz) is een plaats in het Poolse district  Pyrzycki, woiwodschap West-Pommeren. De plaats maakt deel uit van de gemeente Bielice en telt 560 inwoners.